# Sarah Bernhardt
Sarah Bernhardt (tiếng Pháp: [sa.ʁa bɛʁ.nɑʁt]; khoảng 22/23 tháng 10 năm 1844 – 26 tháng 3 năm 1923) tên khai sinh Henriette Rosine Bernard là một nữ nghệ sĩ sân khấu người Pháp. Được mệnh danh là giọng ca vàng, bà được xem như một trong những nghệ sĩ lớn nhất ở thế kỷ 19 cũng như mọi thời đại.
Bernhardt làm nên danh tiếng của mình trong những năm 1870, vào lúc bắt đầu của thời kỳ Belle Epoque, và đã sớm nổi danh ở châu Âu và châu Mỹ. Bà đã nổi tiếng là một nữ diễn viên ấn tượng tuyệt vời trong các vai bi kịch, khiến bà có biệt danh "The Divine Sarah". Trong sự nghiệp sau này, bà đóng vai chính trong một số bộ phim đầu tiên được sản xuất trên thế giới.

## Tuổi thơ

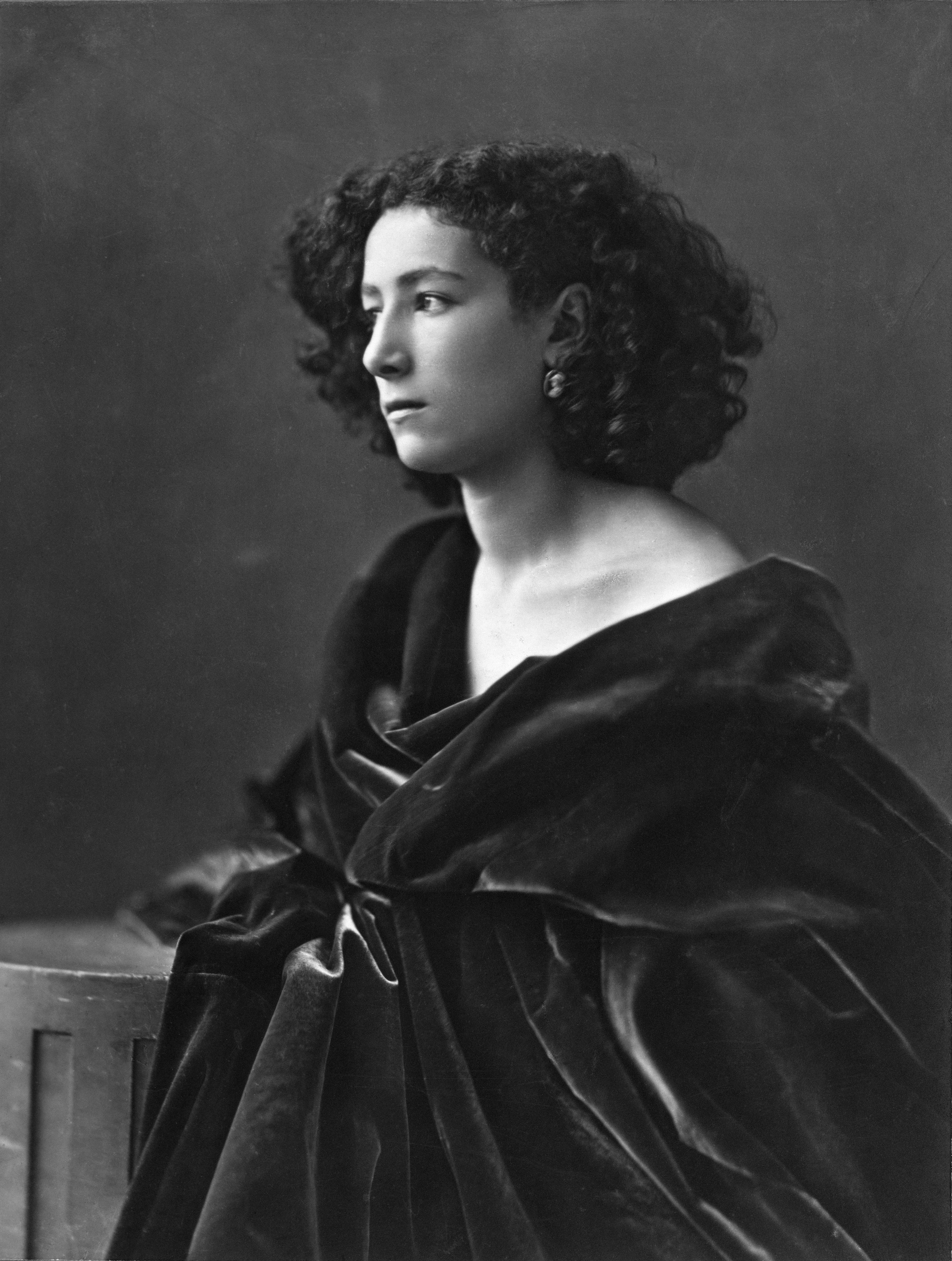
Sarah Bernhardt năm 1864

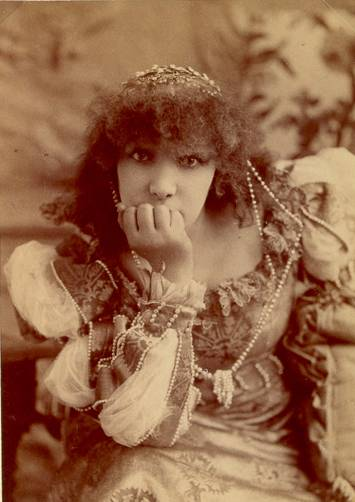
Sarah Bernhardt do Napoleon Sarony chụp.

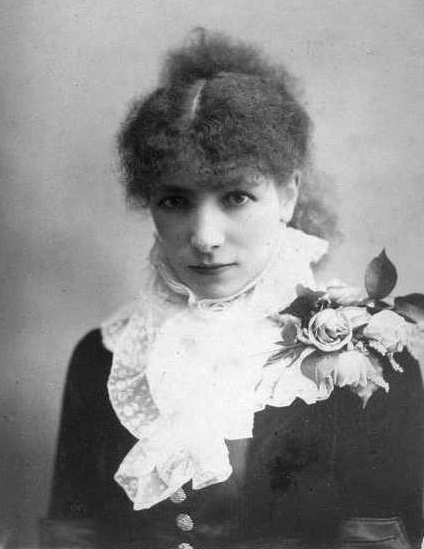
Chân dung Sarah Bernhardt, William Downey chụp (khoảng 1890)

Bernhardt sinh ở Paris với tên Rosine Bernardt, con gái của Julie Bernardt (1821, Amsterdam – 1876, Paris) và không có tên cha. Julie là một trong sáu người con của một thương nhân Do Thái chuyên bán kính đeo mắt, Moritz Baruch Bernardt, và mẹ là Sara Hirsch (sau này được biết đến như Janetta Hartog;. khoảng 1797-1829). Năm tuần sau cái chết của người vợ đầu tiên năm 1829, cha của Julie kết hôn với Sara Kinsbergen (1809-1878). Ông đã bỏ rơi năm cô con gái của ông và một đứa con trai với vợ sau của mình vào năm 1835. Julie, cùng với em gái Rosine, đi tới Paris và kiếm sống với nghề gái điếm và được gọi bằng cái tên "Youle". Julie đã có năm người con gái, trong đó có một cặp sinh đôi đã chết năm 1843 khi còn nhỏ.
Sarah Bernhardt đã đổi họ và thêm chữ "h" vào tên của cô. Hồ sơ sinh của cô bị thất lạc năm 1871 trong một đám cháy. Để chứng minh là công dân Pháp, cô đã tạo một hồ sơ sinh giả, trong đó cô khai là con gái của "Judith van Hard" và "Édouard Bernardt" ở Le Havre, với nghề nghiệp là một sinh viên luật, kế toán, thiếu sinh quân hải quân hoặc sĩ quan hải quân.
Khi còn nhỏ cô được mẹ gởi đến Grandchamp, một trường tu viện gần Versailles.
Tốt nghiệp Nhạc viện quốc gia nghệ thuật sân khấu năm 1862, Sarah Bernhardt vào Nhà hát Pháp (Comédie-Française). Tại đây bà có vai diễn đầu tiên của mình (ngày 11 tháng 8 năm 1862) trong vai diễn Iphigénie và được đánh giá khá mờ nhạt. Bà ở đó một thời gian ngắn; bà được yêu cầu nghỉ việc sau khi đã tát nữ diễn viên khác vào mặt khi diễn viên này xô đẩy em gái bà trong một buổi lễ mừng sinh nhật của Molière.
Chi tiết cuộc sống Bernhardt hầu hết là không thật do bà ưa thích thổi phồng và bóp méo. Alexandre Dumas con miêu tả bà là một kẻ nói dối khét tiếng.

## Nghề nghiệp sân khấu

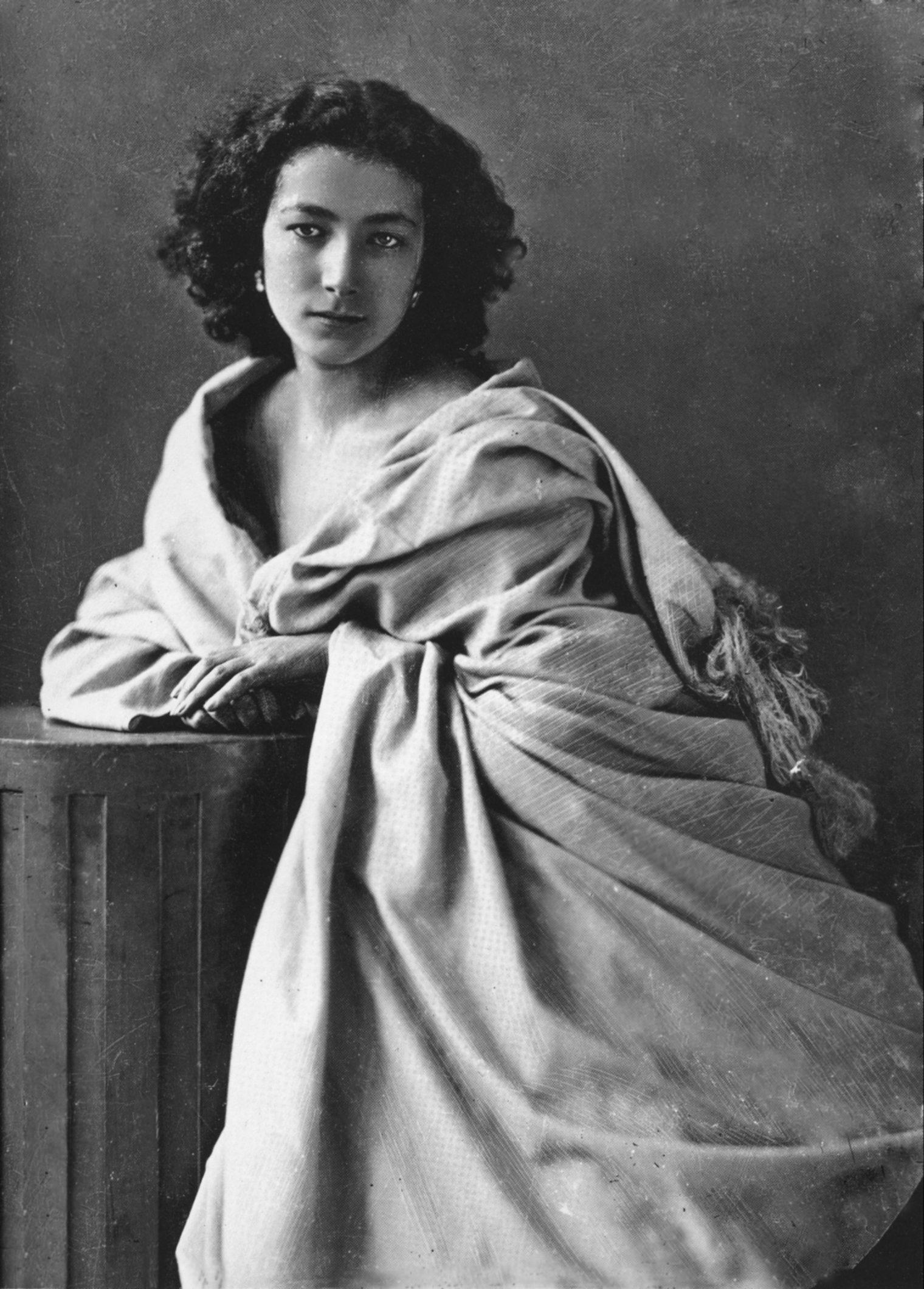
Bernhardt do Félix Nadar chụp năm 1865

Sự nghiệp sân khấu của Bernhardt bắt đầu vào năm 1862 khi còn là sinh viên tại Comédie-Française, nhà hát uy tín nhất của Pháp. Bà quyết định rời khỏi Pháp, và sớm dừng chân ở Bỉ, nơi mà bà đã trở thành tình nhân của Henri, Hoàng tử xứ Ligne, và đã sinh ra một con trai có tên Maurice vào năm 1864. Sau khi sinh Maurice, hoàng tử đã cầu hôn bà, nhưng gia đình ông đã cấm và thuyết phục Bernhardt từ chối và kết thúc mối quan hệ của hai người.
Sau khi bị trục xuất khỏi Comédie Française, bà lại tiếp tục cuộc sống gái điếm hạng sang mà mẹ bà đã đưa bà vào làm khi còn rất trẻ, và đã kiếm được một số tiền đáng kể trong thời gian đó (1862-1865). Chính trong thời gian này, bà đã mua một cỗ quan tài, và ngủ trong đó thường xuyên thay vì ngủ trên giường. Bà nói rằng việc ngủ trong quan tài khiến bà cảm thông hơn với các vai diễn bi kịch.
Bernhardt sau đó quay trở về sân khấu, và kiếm được một hợp đồng tại nhà hát Théâtre de L'Odeon, nơi bà bắt đầu biểu diễn từ năm 1866. Diễn xuất nổi tiếng nhất của bà tại đây là vai hề với tư cách là người nhạc sĩ thời trung cổ Florentine trong vở Le Passant của François Coppé(tháng 1 năm 1869). Khi chiến tranh Pháp-Phổ xảy ra các buổi biểu diễn bị ngừng lại và Bernhardt chuyển đổi nhà hát thành một bệnh viện dã chiến, nơi bà đã chăm sóc những người lính bị thương trên chiến trường. Năm 1872, bà rời nhà hát Odéon và quay lại Comédie-Française. Một trong những vai diễn thành công đáng ghi nhận của bà là vai chính của vở Zaïre của Voltaire (1874).
Bà đã trở nên nổi tiếng trên sân khấu kịch châu Âu trong những năm 1870 và đã được mời gọi trên toàn châu Âu. Chuyến lưu diễn đầu tiên của bà tại Hoa Kỳ và Canada đã diễn ra trong hai năm 1880-1881 (157 buổi biểu diễn tại 31 thành phố). Năm 1887, bà đi lưu diễn Nam Mỹ bao gồm cả Cuba, nơi bà biểu diễn tại Nhà hát Sauto tại Matanzas. Năm 1888, bà đã đi lưu diễn tại Ý, Ai Cập, Thổ Nhĩ Kỳ, Thụy Điển, Na Uy và Nga. Trong hai năm 1891-1892, bà đã tham gia một chuyến lưu diễn trên toàn thế giới trong đó có nhiều nước châu Âu, Nga, Bắc Mỹ và Nam Mỹ, Úc, New Zealand, Hawaii và Samoa. Một chuyến lưu diễn tới Mỹ của bà đã diễn ra trong năm 1896. Năm 1901 bà đã đi chuyến lưu diễn tới Mỹ lần thứ 6, năm 1906 có chuyến lưu diễn thứ 7 (chuyến lưu diễn"Farewell Tour" đầu tiên, nơi bà kết thúc phần Nam California với tác phẩm "La Tosca" tại khán phòng Venice). Năm 1910 bà tới Mỹ lần thứ 8 (tại đó bà thực hiện ghi âm vở Wax Cylinder tại phòng thu của Thomas Edison ở West Orange, New Jersey). Năm 1913-1914 bà tới Mỹ lần thứ 9 (vào tối 12 tháng 3 năm 1913, tại Los Angeles, bà đã bị tai nạn xe hơi trong khi bà ngồi trong một xe taxi đến Nhà hát Orpheum ở trung tâm thành phố để diễn vở "La Tosca").
Giữa các chuyến lưu diễn Bernhardt đã thuê và làm việc Théâtre de la Renaissance với tư cách nhà sản xuất kiêm đạo diễn sân khấu và cả diễn viên từ năm 1893 tới năm 1899. Bà đã dẫn dắt nhiều phụ nữ trẻ trong nghệ thuật diễn xuất, trong đó có nữ diễn viên kiêm gái điếm hạng sang Liane de Pougy.
Năm 1899 Bernhardt mua đứt Théâtre des Nations ở Place du Châtelet, đổi tên nhà hát thành Théâtre Sarah Bernhardt, và mở cửa lại vào ngày 21 tháng 1 với vai diễn được ngưỡng mộ nhất của bà, vai chính trong vở La Tosca của Victorien Sardou. Tiếp theo đó là các vở Phèdre của Racine (24 tháng 2), Dalila của Octave Feuillet (8 tháng 3), Patron Bénic của Gaston de Wailly (14 tháng 3), La Samaritaine của Edmond Rostand (25 tháng 3), và Trà hoa nữ của Alexandre Dumas con ngày 9 tháng 4. Vào ngày 20 tháng 5, bà ra mắt vai diễn gây tranh cãi nhất của mình, vai chính trong kịch Hamlet của Shakespeare với chuyển thể văn học sân khấu đã mua của Eugène Morand và Marcel Schwob. Vở kịch đã được chào đón với lời khen ngợi mặc dù thời gian trình diễn của nó kéo dài đến bốn giờ. Bà đã phát triển danh tiếng như là một nữ diễn viên kịch nói nghiêm túc, đạt danh hiệu "Sarah thần thánh". Có thể nói bà là nữ diễn viên nổi tiếng nhất của thế kỷ 19.
Bernhardt cũng tham gia vào các tác phẩm tai tiếng như vở "Judas" của John Wesley De Kay. Vở diễn được thực hiện tại Nhà hát Globe của New York cho một đêm duy nhất trong tháng 12 năm 1910 trước khi nó bị cấm. Ở Boston và Philadelphia cũng xảy ra tình trạng tương tự. Trong bối cảnh nghệ thuật của New York năm 1910, mạch chuyện của vở kịch chứa đầy dẫy tai tiếng. Mary Magdalene, người lúc đầu là người tình của Pontius Pilate, sau đó lại yêu Judas Iscariot, và cuối cùng trở thành người tình của Chúa Giêsu. Judas, sau khi nhận ra rằng Mary Magdalene đã trao thân cho Giêsu, đã quyết định phản bội lại bạn bè của mình và giao họ cho những người La Mã. Nhằm khiêu khích những người yêu sân khấu của New York đến tận cùng, vai diễn Judas đã được Sarah Bernhardt đóng với một phong cách đầy nhục dục.

## Sách
- Dans les nuages, Impressions d'une chaise (1878)
- L'Aveu, drame en un acte en prose (1888)
- Adrienne Lecouvreur, drame en six actes (1907)
- Ma Double Vie (1907), & as My Double Life: Memoirs of Sarah Bernhardt, (1907) William Heinemann
- Un Coeur d'Homme, pièce en quatre actes (1911)
- Petite Idole (1920; tạm dịch Thần tượng Paris, 1921)
- L'Art du Théâtre: la voix, le geste, la prononciation, etc. (1923; tạm dịch Nghệ thuật sân khấu, 1924)